# Breznik
Breznik (búlgaro: Брезник) é uma cidade da Bulgária, localizada no distrito de Pernik. A sua população era de 3,939 habitantes segundo o censo de 2010.

## População
| Breznik | Breznik | Breznik | Breznik | Breznik | Breznik | Breznik | Breznik | Breznik | Breznik | Breznik | Breznik | Breznik | Breznik | Breznik | Breznik | Breznik | Breznik | Breznik | Breznik |
| --- | ------- | ------- | ------- | ------- | ------- | ------- | ------- | ------- | ------- | ------- | ------- | ------- | ------- | ------- | ------- | ------- | ------- | ------- | ------- |
| Ano | 1887    | 1910    | 1934    | 1946    | 1956    | 1965    | 1975    | 1985    | 1992    | 2001    | 2002    | 2003    | 2004    | 2005    | 2006    | 2007    | 2008    | 2009    | 2010    |
| População |         |         |         | 2,844   | 3,448   | 4,095   | 4,686   | 5,083   | 4,926   | 4,332   | 4,299   | 4,181   | 4,104   | 4,040   | 3,985   | 3,978   | 3,952   | 3,972   | 3,939   |
| Fontes: Instituto Nacional de Estatísticas, „citypopulation.de“, „pop-stat.mashke.org“, Bulgarian Academy of Sciences |         |         |         |         |         |         |         |         |         |         |         |         |         |         |         |         |         |         |         |